# Lacrimosa
Lacrimosa és un conjunt de rock gòtic alemany que rep el seu nom de la temàtica de desesperança i dolor de les seves lletres, sovint centrades en l'amor i en la mort. S'hi aprecia també la influència de Mozart. Alguns dels seus temes s'inscriuen en el gènere del gothic metal. Predomina l'acompanyament de corda (teclat i violins) i una estructura orquestral en les seves cançons. Les veus masculina i femenina del duet protagonista (Tilo Wolff i Anne Nurmi) s'alternen amb cançons purament instrumentals

## Àlbums editats
- Angst - 1991
- Einsamkeit - 1992
- Satura - 1993
- Inferno - 1995
- Stille - 1997
- Elodia - 1999
- Fassade - 2001
- Echos - 2003
- Lichtgestalt - 2005
- Sehnsucht - 2009
- Schattenspiel - 2010
- Revolution - 2012
- Hoffnung - 2015
- Testimonium - 2017
- Leidenschaft - 2021
- Leidenschaft, Pt.2 - 2022